# Contra (jogo eletrônico)
Contra (japonês: [魂斗羅, Kontora] Erro: {{japonês}}: o texto tem marcação itálica (ajuda)), é um videogame do gênero plataforma lançado para arcade no ano de 1987 pela fabricante japonesa de jogos eletrônicos Konami. É o primeiro jogo da franquia Contra.

## Sinopse
Os soldados Bill Rizer e Lance Bean (no caso de dois jogadores), são enviados numa missão para se infiltrar na ilha sede do exército alienígena conhecido como Red Falcon e frustrar sua conspiração para invadir a Terra. O flyer original japonês para a versão arcade do jogo informa que a ação se dá no mês de dezembro de 2633 d.C. Já a versão lançada nos EUA altera os eventos do jogo para os dias atuais.

## Jogabilidade
Contra segue a fórmula dos jogos de plataforma de seu tempo: O jogador dispõe de pulo e tiro para poder vencer as sete fases do jogo, enfrentando robôs, máquinas, alienígenas e obstáculos naturais, até atingir seu objeto final. Durante as fases, é possível coletar power-ups que incluem armas e até invencibilidade temporária. Conforme a pontuação, o jogador ganha vidas extras. Grande parte da popularidade do jogo vem de seus dois jogadores simultâneos (multiplayer), que era uma característica incomum em jogos do mesmo período.

## Versões
A versão arcade lançada na Europa e Oceania teve seu nome alterado para Gryzor
. As versões para ZX Spectrum, Amstrad CPC, MS-DOS, MSX e Commodore 64 também seguem essa nomenclatura.
O jogo foi portado para NES em 1988 no Japão, EUA e Europa. A versão japonesa, por contar com hardware adicional, tem gráficos melhores, efeitos de neve e vento durante as fases e um mapa entre as fases. Já a versão lançada na Europa e Oceania, diferente da versão arcade, teve seu nome alterado para Probotector, e os personagens centrais substituídos por robôs. A versão americana é similar à japonesa, porém sem o hardware adicional e, consequentemente, sem os efeitos e mapas. Além das diferenças técnicas, a história teve algumas mudanças: enquanto a versão japonesa se passa no ano de 2633 d.C. no arquipélago fictício de Galuga (perto da Nova Zelândia), a versão americana se passa no presente, numa ilha sul americana. 
Apesar de similar ao arcade, a versão para NES foi rearranjada em oito fases. Cada jogador começa a partida com 3 vidas, mas o uso do Código Konami na tela de apresentação garante 30 vidas iniciais.

## Continuação
O jogo Super Contra é a continuação direta de Contra. Foi lançado pela Konami em 1988, para arcade.

## Remake
Em 2010 foi lançado um remake de Contra chamado Contra: Evolution para o sistema Android, e para arcade em 2011. O jogo também teve versão para iOS, lançada em 2013.